# 梅森縣 (密歇根州)
梅森縣（英語：Mason County）是美國密歇根州下半島西部的一個縣，西臨密歇根湖相望。面積3,216平方公里。根據美國2000年人口普查，共有人口28,274人。縣治拉丁頓。
成立於1840年4月1日。縣名紀念首任州長史蒂文斯·T·梅森 (Stevens T. Mason)。